# Кардаилово
Кардаилово — село в Илекском районе Оренбургской области России. Административный центр и единственный населённый пункт Кардаиловского сельсовета. До упразднения уездно-губернского деления (1928) входило в состав Оренбургского уезда Оренбургской губернии.

## География
Расположено в восточной части района, между протокой Старый Урал (к северу) и федеральной автотрассе А-305 (к югу-востоку). За трассой проходит участок государственной лесозащитной полосы «гора Вишневая — Оренбург — Орал — Каспийское море».
Удалённость от районного центра составляет 41 км и 87 км от областного центра.
Климат района расположения землепользования села резко континентальный с холодной зимой и жарким сухим летом. По температурным условиям и влагообеспеченности территория хозяйства относится к третьей агроклиматической зоне Оренбургской области.
Гидрологическая сеть села представлена р. Урал и озёрами, а из искусственных водоёмов имеется пруд. Глубина залегания грунтовых вод на территории различна: на водораздельном плато — 20 м, в пойме реки Урал — 5-6 м, на террасе — 10-15 м.
Почва данной местности представлена различными видами почв: чернозёмы, солонцеватые, глинистые и суглинистые почвы.

## История
История села Кардаилово началась гораздо раньше момента его основания в 1819 году и совсем в другом месте - на Южной Руси (территория нынешней Украины). 
C расформирмированием Войска Запорожского Екатериной II было упразднено сотенно-полковое устройство на Днепре. Территории украинских козацких полков были преобразованы в наместничества. 
Во второй половине XVIII века потомки украинских козаков из различных наместничеств основали на землях Области войска Донского (Хопёрского начальства), на реке Кардаил войсковую слободу Кардаиловку, где были записаны т.н. "войсковыми обывателями". Река Кардаил (тюрк. "Чёрная вода") является притоком реки Бузулук, который впадает в реку Хопёр - приток Дона.
Основу переселенцев составили потомки украинских козаков из Киевского, Новгород-Северского, Екатеринославского, Воронежского, Черниговского, Харьковского и Курского наместничество. Также присутствовали выходцы из Белой Церкви, Умани, слобод Войска Донского и даже различных местечек Польши. В единичных количествах присутствовали выходцы из Кавказского, Тамбовского и Саратовского наместничеств. Согласно ревизским сказкам 1795 года в войсковой слободе Кардаиловка проживало душ мужского пола-402, женского-382.
Сейчас этого населённого пункта не существует, а территориально это место относится к Хопёрскому сельскому поселению, Новониколаевского района, Волгоградской области.
На территории Войска Донского также существовали и другие хутора в основе названия которых лежит название "Кардаил". В "Списке населенных пунктов Хопёрского округа Области Войска Донского" за 1915 год, значатся: хутор Нижне-Кардаил Урюпинской станицы и хутор Ново-Кардаил Котовской станицы. Данные хутора никакого отношения к войсковой слободе Кардаиловка не имели, и территориально и структурно входили в Войско Донское. 
В 1818 году, в Правительственный Сенат поступило представление министра финансов Гурьева Д.А. "О приписке в Илецкие солевозцы 447 душ малороссиян, жительствующих на землях войска Донского". Из текста представления: "На землях войска Донскаго в слободе Кардаиловке жительствуют малороссияне, именующие себя Войсковыми обывателями, по последней 7-й ревизии в числе 447 душ. Начальство Донскаго Войска настоятельно требует, что бы оные жители Кардаиловки переселены были с войсковых земель; между тем сами они в отобранном Войсковою Войска Донскаго Канцеляриею показании изъявили желание быть солевозцами и переселиться в то место, которое найдут способным".
Изначально предпологалось будущих солевозцев поселить вблизи города Самары, но там не оказалось достаточного количества земли. Переселенцам было предложено "избрать места между рек Урала и Илека для поселения".
Таким образом, летом 1819 года была основана Ново-Кардаиловская слобода. Населённый пункт многократно переименовывался: с 1837 года - станица Кардаиловская, с 1872 по 1874 гг. - Кардаиловский отряд, с 1901 г. - посёлок Кардаиловский, с 1913 г. - вновь станица Кардаиловская. 
В 1843 году жители станицы Кардаиловская были приняты в Оренбургское казачье войско и станица вошла в 1-й полковой округ 1-го военного отдела.
Почти исчерпывающая история казачьей станицы, быт и военная служба населявших ее казаков, их нравы и обычаи, примеры беззаветного героизма и тяжкого труда, расказачивание и раскулачивание, Великая Отечественная война и послевоенное время нашли свое отражение в книге В. Г. Бешенцева "Моя станица".  
В списке 1866 г. - Кардаиловская (Ново-Кардаиловская), станица казачья, при р. Урале.
В состав станицы Кардаиловской входил посёлок Кардаиловский, хутора Солёный, Белунский, Кордон Отрожный, Калёнов, Шмелёв, Турбабин, Ерёмин, Васильченков.

## Население
| 2002  | 2010  | 2012  | 2013  | 2014  | 2015  | 2016  |
| ----- | ----- | ----- | ----- | ----- | ----- | ----- |
| 3053  | ↘2555 | ↘2500 | ↘2482 | ↘2454 | ↘2447 | ↘2405 |
| 2017  | 2018  | 2019  | 2020  | 2021  |       |       |
| ↘2396 | ↘2376 | ↘2338 | ↘2306 | ↘2280 |       |       |

## Известные уроженцы, жители
- Лихолетов, Георгий Антонович (1915 — ?) — Герой Социалистического Труда.

## Инфраструктура
Личное подсобное хозяйство с зоной сельскохозяйственного использования, индивидуальная застройка усадебного типа.
Основа экономики — сельское хозяйство.

### Социальная сфера
- ГОУ Профессиональное училище 67,
- ГОУ Кардаиловская средняя школа.

В Доме Культуры с 1970 года работает хор, имеющий звание народного.

## Достопримечательности
В станице Кардаиловская мастером Валерием Бешенцевом изготовлялась известная русская глиняная кардаиловская игрушка.
С 1998 года начато и продолжается восстановление храма Покрова Пресвятой Богородицы, построенного в 1828—1835 гг. по проекту архитектора Шарлемана.

## Транспорт
Остановка общественного транспорта «Кардаилово».